# هلند ۳
هلند ۳ (به انگلیسی: Holland III) یک زیردریایی بود که طول آن ۱۶ فوت ۴ اینچ (۴٫۹۸ متر) بود.